# 徳川光貞
徳川 光貞（とくがわ みつさだ）は、和歌山藩の第2代藩主。江戸幕府第8代将軍徳川吉宗の実父である。
3代将軍徳川家光や他の徳川御三家の第2代当主（尾張藩主徳川光友・水戸藩主徳川光圀）と従兄弟の関係にある。

## 生涯
※日付＝旧暦
寛永3年（1626年）12月11日、徳川頼宣の長男として和歌山城にて生まれる。幼名は長福丸。元服後、従兄にあたる3代将軍徳川家光から偏諱を受け、光貞と改名する。
寛文7年（1667年）に父・頼宣から家督を継ぎ、元禄11年（1698年）まで31年間にわたり和歌山藩の藩政を行う。法令27箇条を制定するなどの善政により、領民から慕われた。嫡男である綱教に5代将軍・徳川綱吉の長女鶴姫が嫁いだことにより、綱吉を屋敷へ招くなど将軍家と縁を深めるが、宝永元年（1704年）に鶴姫は死去した。宝永2年（1705年）5月には綱教が死去し、8月に自身も綱教の後を追うように薨去した。享年79（満78歳没）。綱教の後を継いだ三男・頼職によって葬儀が行われ、紀伊徳川家の菩提寺である、長保寺（和歌山県海南市下津町）に葬られる。だが、急遽帰国した頼職も病に倒れ、9月に光貞の後を追うように急死する悲運に見舞われることになる。
文武両道の方針を貫いており、明律学を学んで刑法の基礎を作ったり、狩野興益や狩野探幽に師事して水墨画を描くなどした。
延宝5年（1677年）に出した農村法は家臣からの反発を受けたものの、以後は和歌山藩の基本法となり、天和2年（1682年）には財政再建策の家中知行切地の合理化、元禄10年（1697年）には検地と名寄帳の整理、隠居後の元禄14年（1701年）には町人への間口税を新設するなど、後に吉宗の時代にも継承された政策を実施した。
和歌山藩主としての治世は30年11か月であり、この間の江戸参府16回、和歌山帰国16回、和歌山在国の通算は16年であった。さらに隠居期間が7年3か月あり、この間の江戸参府2回、和歌山帰国3回であった。

## 官歴
- 1631年（寛永8年）5月3日、従五位上に叙位。
- 1633年（寛永10年）9月5日、将軍徳川家光の偏諱を授かり光貞を名乗る。従四位下・常陸介に昇叙任官。
- 1640年（寛永17年）3月4日、従三位・参議・右近衛権中将に昇叙転任。
- 1653年（承応2年）8月12日、正三位・権中納言に昇叙転任。
- 1667年（寛文7年）、紀伊国和歌山藩主相続。
- 1690年（元禄3年）
  - 5月4日、権大納言に転任。
  - 5月12日、従二位昇叙。
- 1698年（元禄11年）4月22日、隠居。
- 1702年（元禄15年）5月28日、出家。對山を号す。
- 1705年（宝永2年）8月8日、薨去。法号は清渓院殿二品前亜相源泉尊義對山大居士。
- 1832年（天保3年）3月5日、贈従一位。

## 系譜
- 御簾中：安宮照子 - 貞清親王王女
- 側室：神智院（岡村氏）（?-1679）
  - 次女：光姫（1655-1671） - 通子台嶺院。一条冬経正室
- 側室：成等院
  - 三女：栄姫（1660-1705） - 弥為姫。円光院。出羽国米沢藩主上杉綱憲正室
- 側室：瑞応院（山田氏）
  - 長男：綱教（1665-1705） - 光貞の隠居後に藩を相続するが早世。
- 側室：林光院（?-1678）
  - 四女：育姫（1675-1693） - 霊岳院。出羽国秋田藩嗣子佐竹義苗正室
- 側室：真如院 - 宮崎泰房養女、宮崎重央娘
  - 三男：松平頼職（徳川頼職）（1680-1705） - 越前国丹生藩主。兄の綱教の死去後、養子として相続するが同年死去。
- 側室：於由利（1655-1726） - 浄円院。お由利の方。お紋。巨勢利清娘
  - 四男：松平頼方（徳川吉宗） - 越前国葛野藩主。兄の頼職の死去後、紀州藩を相続し徳川吉宗。のち第八代徳川将軍家相続。
- 側室：聞是院（中条氏）
  - 五女：菅姫（1691） - 綱姫。
- 生母不明の子女
  - 長女：なか姫
  - 次男：次郎吉（1667-1679）

## 関連作品
映画
- 『水戸黄門』（1960年） 市川右太衛門
- 『忍ジャニ参上! 未来への戦い』（2014年） 若林豪

テレビドラマ
- NHK大河ドラマ『元禄太平記』（1975年） 毛塚守夫
- TBS『水戸黄門』（第8部、1977年） 長谷川哲夫
- フジテレビ『影の軍団III』（1982年） 小沢栄太郎
- TBS『水戸黄門』（第16部、1986年） 岩井半四郎
- テレビ東京『徳川風雲録 御三家の野望』（1986年） 加藤和夫
- 日本テレビ『長七郎江戸日記』（第3シリーズ 第12話、1991年） 堤大二郎
- テレビ朝日『暴れん坊将軍VI』（1994年） 楠年明
- NHK大河ドラマ『八代将軍吉宗』（1995年） 大滝秀治
- NHK大河ドラマ『葵 徳川三代』（2000年） 山本祐太郎
- TBS『水戸黄門』（第29部 - 第30部、2001年 - 2002年） 舟木一夫
- TBS『水戸黄門』（第37部、2007年） 平幹二朗
- テレビ東京『徳川風雲録 八代将軍吉宗』（2008年） 松方弘樹
- NHK『大奥』（2023年）飯島順子※男女逆転設定